# 아순타 스쿠토
아순타 스쿠토(이탈리아어: Assunta Scutto, 2002년 1월 17일~)는 이탈리아의 유도 선수이다. 엑스트라라이트급 체급에서 활동하고 있으며 2024년 하계 올림픽에 이탈리아 국가대표로 참가했다. 또한 세계 선수권 대회에서 금메달 1개, 은메달 1개, 동메달 2개를 획득했고 유럽 선수권 대회에서 동메달 1개를 획득했다.

## 경력
스쿠토는 2002년 나폴리에서 태어났다.
2020년 이탈리아 유도 대표팀에 합류한 스쿠토는 그 해 2월 슬로바키아 브라티슬라바에서 열린 유러피언 오픈에서 3위에 올랐다.
2021년 5월 스쿠토는 크로아티아 자그레브에서 열린 유러피언 오픈에서 벨기에의 로이스 페티를 꺾고 선수 경력 처음으로 성인부 국제 대회에서 우승했다. 그 해 10월에는 이탈리아 올비아에서 열린 세계 주니어 선수권 대회에서 프랑스의 시린 부클리를 꺾고 우승을 차지했다. 이듬해인 2022년 4월 불가리아 소피아에서 열린 유럽 선수권 대회에 참가했으며 패자부활전에서 세르비아의 밀리차 니콜리치에게 패하여 7위를 기록했다.
2024년 5월 아랍에미리트 아부다비에서 열린 2024년 세계 선수권 대회에 참가했으며 몽골의 바부도르징 바상후의 뒤를 이어 은메달을 획득했다. 같은 해 7월에는 파리에서 열린 2024년 하계 올림픽에 참가하여 첫 올림픽 대회에 출전했다. 그녀는 첫 경기이자 16강전에서 미국의 마리아 셀리아 라보디를 꺾었으며 8강에서 스웨덴의 타라 바불파트에게 패하며 패자부활전에 진출했다. 이후 패자부활전에서 개최국 프랑스의 부클리에게 패하여 대회를 마무리했다.
2025년 6월 스쿠토는 헝가리 부다페스트에서 열린 2025년 세계 선수권 대회에 참가하여 카자흐스탄의 아비바 아부자키노바를 꺾고 금메달을 획득했다.